# Joseph de Saxe-Cobourg-Gotha
Ne doit pas être confondu avec Joseph de Saxe-Altenbourg.
Joseph Ferdinand François Marie Miguel Gabriel Raphaël Gonzague de Saxe-Cobourg-Gotha, prince de Saxe-Cobourg, est né le 21 mai 1869 à Petrópolis, au Brésil, et mort le 13 août 1888 à Wiener Neustadt, en Autriche-Hongrie.

## Famille
Le prince Joseph est le troisième fils du prince Auguste de Saxe-Cobourg-Gotha (1845-1907) et de son épouse la princesse Léopoldine du Brésil (1847-1871).
Par sa mère, le prince est donc le petit-fils de l'empereur Pierre II du Brésil (1825-1891) et de son épouse la princesse Thérèse-Christine des Deux-Siciles (1822-1889) tandis que, par son père, il descend du prince Auguste de Saxe-Cobourg-Gotha (1818-1881) et de son épouse la princesse Clémentine d'Orléans (1817-1907).

## Biographie
Joseph de Saxe-Cobourg-Gotha est né à Petrópolis le 21 mai 1869. En janvier 1871, quatre mois après la naissance de son dernier fils, Louis, sa mère Léopoldine contracte une fièvre typhoïde et meurt, après trois semaines de maladie, le 7 février suivant à Vienne. Après la mort de leur mère, se tient un conseil de famille pour décider du devenir de ses enfants orphelins. Selon les vœux de ses grands-parents brésiliens, tandis que les deux aînés, Pierre et Auguste, s’installent, en mars 1872 auprès de leurs grands-parents, à Rio de Janeiro, les deux fils cadets Joseph et Louis demeurent avec leur père, Auguste de Saxe-Cobourg-Gotha qui choisit de rester en Autriche. 
Le 20 octobre 1881, à l'église villageoise d'Ebenthal, Joseph, que ses proches appellent « José », effectue sa première communion sous les auspices de sa grand-mère Clémentine qui veillait sur ses petits-fils lorsque leur père voyageait. Le 14 juillet 1884, le prince est victime d'un accident d'escalade lors d'une ascension du Trisselwand (de) près d'Aussee, en Styrie, dont il met longtemps avant de se rétablir.
Le prince Joseph étudie à l'Académie militaire thérésienne de Wiener Neustadt en qualité d'élève officier. En mai 1888, à Vienne, l'empereur François-Joseph et l'impératrice Élisabeth d'Autriche inaugurent un monument en hommage à l'impératrice Marie-Thérèse. Sous les yeux de sa grand-mère Clémentine, emplie de fierté, le jeune homme défile avec ses condisciples. Trois mois plus tard, au retour de manœuvres militaires, Joseph contracte une pneumonie jugée suffisamment grave pour qu'il soit administré des derniers sacrements au début du mois d'août. À l'hôpital de l'école militaire, il reçoit ensuite la visite de sa grand-mère avec laquelle il évoque ses futures chasses à Schladming. Son état paraît s'améliorer, mais, dans la nuit du 13 août, il est en proie à une crise d'étouffements qui l'emporte subitement. Ses camarades accompagnent son cercueil jusqu'à la gare en vue de le transférer vers la nécropole des Saxe-Cobourg. Le 17 août, le prince est inhumé à l'église Saint-Augustin de Cobourg,.

#### Ouvrages

Blason des Saxe-Cobourg brésiliens.